# Elberfeld

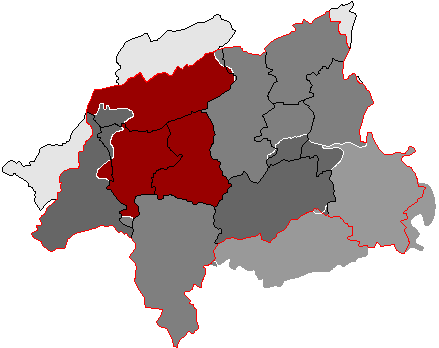
Pozíció Wuppertal térképén

Elberfeld, korábban város a porosz Rajnai Tartományban (Rheinprovinz), 1929. augusztus 1-jétől Wuppertal város része.

## Története
Elberfeldet a krónikák 1161-ben említik először. A kölni érsek 1176-ban a települést elzálogosította Engelbert von Berg grófnak. 1444-ben függetlenséget kapott a település és 1530-ban várossá vált. A városi előjogokat csak 1610-ben gyakorolhatta először és 1623-ban bővítették is. 1687. május 22-én 350 ház égett le a városközpontban. A városházát csak 1707-ben építették fel újra. 

### Polgármesterek
- 1814–1837 Johann Rütger Brüning
- 1837–1851 Johann Adolph von Carnap
- 1851–1872 Karl Emil Lischke
- 1873–1899 Adolf Hermann Jaeger
- 1900–1919 Wilhelm Funck
- 1919–1920 Paul Hopf
- 1920–1929 Max Kirschbaum

## Híres emberek
- Hans von Marées (1837–1887)	grafikus és festő
- Else Lasker-Schüler (1869–1945) költőnő
- Ewald Balser (1898–1978)  osztrák színész
- Werner Eggerath (1900–1977) Türingia miniszterelnöke (1947–1952)
- Jürgen Kuczynski (1904–1997) közgazdász és gazdaságtörténész
- Horst Tappert (1923–2008) színész

## Fordítás
Ez a szócikk részben vagy egészben  az   Elberfeld című német Wikipédia-szócikk fordításán alapul.  Az eredeti cikk szerkesztőit annak laptörténete sorolja fel. Ez a jelzés csupán a megfogalmazás eredetét és a szerzői jogokat jelzi, nem szolgál a cikkben szereplő információk forrásmegjelöléseként.